# Tarhapäänjärvi
Tarhapäänjärvi är en sjö i Finland. Den ligger i kommunen Multia i landskapet Mellersta Finland, i den centrala delen av landet, 250 km norr om huvudstaden Helsingfors. Tarhapäänjärvi ligger 118,7 meter över havet. Arean är 2,86 kvadratkilometer och strandlinjen är 23,22 kilometer lång. Sjön  ingår i Kumo älvs huvudavrinningsområde.   I omgivningarna runt Tarhapäänjärvi växer i huvudsak blandskog.
I övrigt finns följande i Tarhapäänjärvi:
- Puusaari (en ö)
- Kallioluoto (en ö)
- Heinäluoto (en ö)